# Iglesia de San Pedro (Jaffa)
La iglesia de San Pedro (en hebreo:כנסיית פטרוס הקדוש ) es un templo franciscano en Jaffa (Tel Aviv), al occidente de Israel. Las misas se celebran en Inglés, italiano, español, polaco y alemán. Pertenece a la Obra Pía de los Santos Lugares, un ente del Gobierno de España. Archivado el 13 de septiembre de 2019 en Wayback Machine.

## Historia
Data de 1654 y está dedicada a San Pedro. Se encuentra sobre una ciudadela medieval construida por Federico II y restaurada por Luis IX de Francia hacia 1250. Sin embargo, en el siglo XVIII fue destruida dos veces y reconstruida otras tantas. La estructura actual fue construida entre 1888 y 1894 y renovada por última vez en 1903.